# Náday Béla
Újhelyi Náday Béla István Pál, született: Nauratyill, névváltozatok: Navratyill, Nauratyil (Budapest, 1877. május 29. – Budapest, Józsefváros, 1937. október 23.) magyar színész.

## Családja
Szülei újhelyi Náday (Nauratyill) Ferenc és Vidmár Katalin. Testvére Náday Ilona. Első felesége Kaszay Margit Júlia Ilona földbirtokos volt, akivel 1901. június 6-án kötött házasságot Budapesten, a Józsefvárosban, tőle 1911-ben elvált. Második felesége Tasnádi Ilona színésznő, akivel 1912. június 17-én kötött házasságot Budapesten. Apósa Tasnádi Nagy Gyula történész, levéltáros.

## Élete

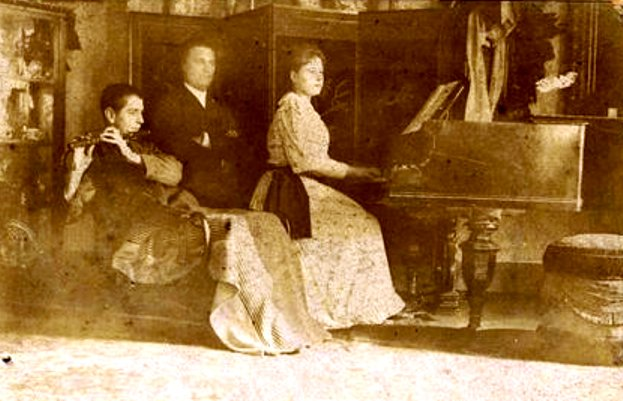
Náday Ferenc muzsikáló gyermekeivel Bélával és Ilonkával otthonukban. 1890 körül

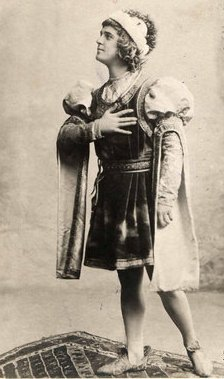
Shakespeare: A velencei kalmár. Nemzeti Színház. Bemutató: 1900. Aragónia hercege: Náday Béla.

1877. június 12-én keresztelték a budapest-ferencvárosi római katolikus plébánián. Apja orvosnak szánta, ám ő már 17 évesen Újházi Ede javaslatára fellépett A három testőrben. Az itt aratott siker után jelentkezett a színésziskolába. 1898-ban szerződött a Nemzeti Színházhoz, első szerepe itt A makrancos hölgyben Nathaniel volt. Családi nevét 1912. április 10-én ő felsége engedélyével Nádayra változtatta. 1917. december 27-én a király a II. osztályú polgári hadiérdemkereszttel jutalmazta háborús jótékonysági tevékenységét. 1924. június 21-én, amikor 25 éves jubileumát ünnepelte, aranygyűrűvel jutalmazták. 1928-ban augusztusában a Nemzeti Színház örökös tagja lett haláláig. Többnyire szerelmes fiatal fiúkat, drámai és klasszikus vígjátéki hősöket formált meg, később pedig humoros szerepeket kapott. 1937. október 25-én az Akadémia lépcsőházában a gyülekező tömeg előtt váratlanul rosszul lett és röviddel azután a segítségére siető mentőkocsiban elhunyt. Halálát szívütőér-elmeszesedés okozta. Földi maradványait 1937. október 27-én délután helyezték örök nyugalomra a Kerepesi úti temető halottasházából.

## Főbb szerepei
- Szigligeti Ede: A szökött katona - Gémesi
- Mikszáth Kálmán-Harsányi Zsolt: A vén gazember - Balassa
- Shakespeare: Tévedések vígjátéka - Ephesusi Dromio
- Herczeg Ferenc: A dolovai nábob lánya - Bilitzky kadét
- Sardou-Najac: Váljunk el! - Adhemár

## Filmszerep
- A Föld rabjai

## Emlékezete
- Sírja a Fiumei úti sírkertben található 34, N/A, 5, 11[8]